# Brian Koppelman
Brian Koppelman est un scénariste, réalisateur, essayiste, podcasteur et ancien réalisateur artistique américain né le 27 avril 1966 à Roslyn Harbor dans l'État de New York. Il collabore fréquemment avec David Levien.

## Biographie

### Jeunesse et études
Brian Koppelman nait 27 avril 1966 à Roslyn Harbor dans l'État de New York. Il est le fils de Brenda "Bunny" Koppelman et de Charles Koppelman,. Son père est un producteur de musique et homme d'affaires qui a occupé des postes de direction notamment chez EMI. Brian Koppelman fréquente l'université Tufts et obtient un diplôme en droit à l'université Fordham,.

### Carrière musicale
Dès l'adolescence, il commence à manager des groupes de musiques locaux de Long Island. Il gère également les concerts des groupes dans une discothèque locale. Il entre alors en contact avec Eddie Murphy et l'aide à conclure son premier contrat d'enregistrement. Il participe également à la production du premier album de Tracy Chapman qu'il avait découverte à l'université Tufts. Il travaille ensuite chez Giant Records (en),. Brian Koppelman occupera ensuite plusieurs postes A&R dans divers labels comme Elektra Records, Giant Records, SBK Records et EMI Records.

### Carrière cinématographique
En 1997, Brian Koppelman écrit un scénario original avec son partenaire David Levien. Le projet sera ensuite développé en film, Les Joueurs, sorti l'année suivante. Réalisé par John Dahl, ce film sur le milieu du poker met en scène Matt Damon, Edward Norton et John Malkovich.
Il fait ensuite ses débuts de réalisateur, toujours avec David Levien, avec le long métrage Les Hommes de main, sorti en 2001. Le célèbre critique Roger Ebert lui donne 3 étoiles sur 4. Il coécrit ensuite Le Maître du jeu (2003) de Gary Fleder, avec John Cusack, Gene Hackman et Dustin Hoffman. Toujours en 2003, il produit et écrit un pilote de The Street Lawyer, un projet de série adaptée du roman du même nom de John Grisham. La série ne verra finalement pas le jour. Il participe ensuite à l'écriture de Tolérance Zéro (2004) avec Dwayne Johnson, remake de Justice sauvage sorti en 1973.
Il crée avec David Levien la série sur le poker Tilt. Les neuf épisodes sont diffusés début 2005 sur ESPN. Toujours avec son compère David Levien, il écrit le script d’Ocean's Thirteen (2007), troisième opus de la trilogie de Steven Soderbergh. Il réalise l'épisode This Is What They Want (2013) de la série documentaire 30 for 30 d'ESPN.
Il coécrit et coréalise avec David Levien le film Solitary Man (2009) avec Michael Douglas. Malgré de faibles résultats au box-office, le film reçoit des critiques positives et figure parmi les listes annuelles de films de critiques comme A. O. Scott du New York Times ou Roger Ebert et obtient 78% d'avis positifs sur l'agrégateur Rotten Tomatoes. Il retrouve ensuite Steven Soderbergh pour le film Girlfriend Experience (2009), qui met en scène l'actrice pornographique Sasha Grey.
Il coécrit ensuite le film Players (2013) de Brad Furman, avec Justin Timberlake, Ben Affleck et Gemma Arterton.
Il travaille également à la télévision où il développe notamment la série Billions, diffusée entre 2016 et 2023 sur Showtime.

## Filmographie
Sauf indication contraire, les informations mentionnées dans cette section peuvent être confirmées par la base de données cinématographiques IMDb,  présente dans la section « Liens externes ».

### Scénariste
- 1998 : Les Joueurs (Rounders) de John Dahl
- 2001 : Les Hommes de main (Knockaround Guys) de lui-même et David Levien
- 2003 : Le Maître du jeu (Runaway Jury) de Gary Fleder
- 2003 : The Street Lawyer (pilote de série TV)
- 2004 : Tolérance Zéro ( Walking Tall) de Kevin Bray
- 2005 : Tilt (série TV) (également co-créateur)
- 2007 : Ocean's Thirteen de Steven Soderbergh
- 2009 : Solitary Man (Knockaround Guys) de lui-même et David Levien
- 2009 : Girlfriend Experience (The Girlfriend Experience) de Steven Soderbergh
- 2013 : Players (Runner, Runner) de Brad Furman
- 2016-2023 : Billions (série TV) (également co-créateur)
- 2022 : Super Pumped (série TV) (également co-créateur)

### Réalisateur
- 2001 : Les Hommes de main (Knockaround Guys) (coréalisé avec David Levien)
- 2005 : Tilt (série TV)
- 2009 : Solitary Man (Knockaround Guys) (coréalisé avec David Levien)
- 2013 : 30 for 30 - épisode This Is What They Want (coréalisé avec David Levien)

### Producteur
- 2001 : Les Hommes de main (Knockaround Guys) de lui-même et David Levien
- 2002 : Interview with the Assassin (en) de Neil Burger
- 2005 : Tilt (série TV)
- 2006 : L'Illusionniste (The Illusionist) de Neil Burger
- 2007 : The Lucky Ones de Neil Burger
- 2013 : Players (Runner, Runner) de Brad Furman
- 2015 : I Smile Back d'Adam Salky
- 2016-2023 : Billions (série TV)
- 2022 : Super Pumped (série TV)

### Acteur
- 2001 : Les Hommes de main (Knockaround Guys) de lui-même et David Levien : la voix du cowboy animatronique
- 2007 : Michael Clayton de Tony Gilroy : un joueur
- 2012 : Premium Rush de David Koepp : Loan Shark
- 2015 : I Smile Back d'Adam Salky : David Blackman
- 2024 : The Bear (série TV) - 2 épisodes : Nicholas “Computer” Marshall

## Distinctions
Brian Koppelman a été nommé au prix Edgar-Allan-Poe du meilleur scénario pour Le Maître du jeu.